# مسيرة الجمهورية

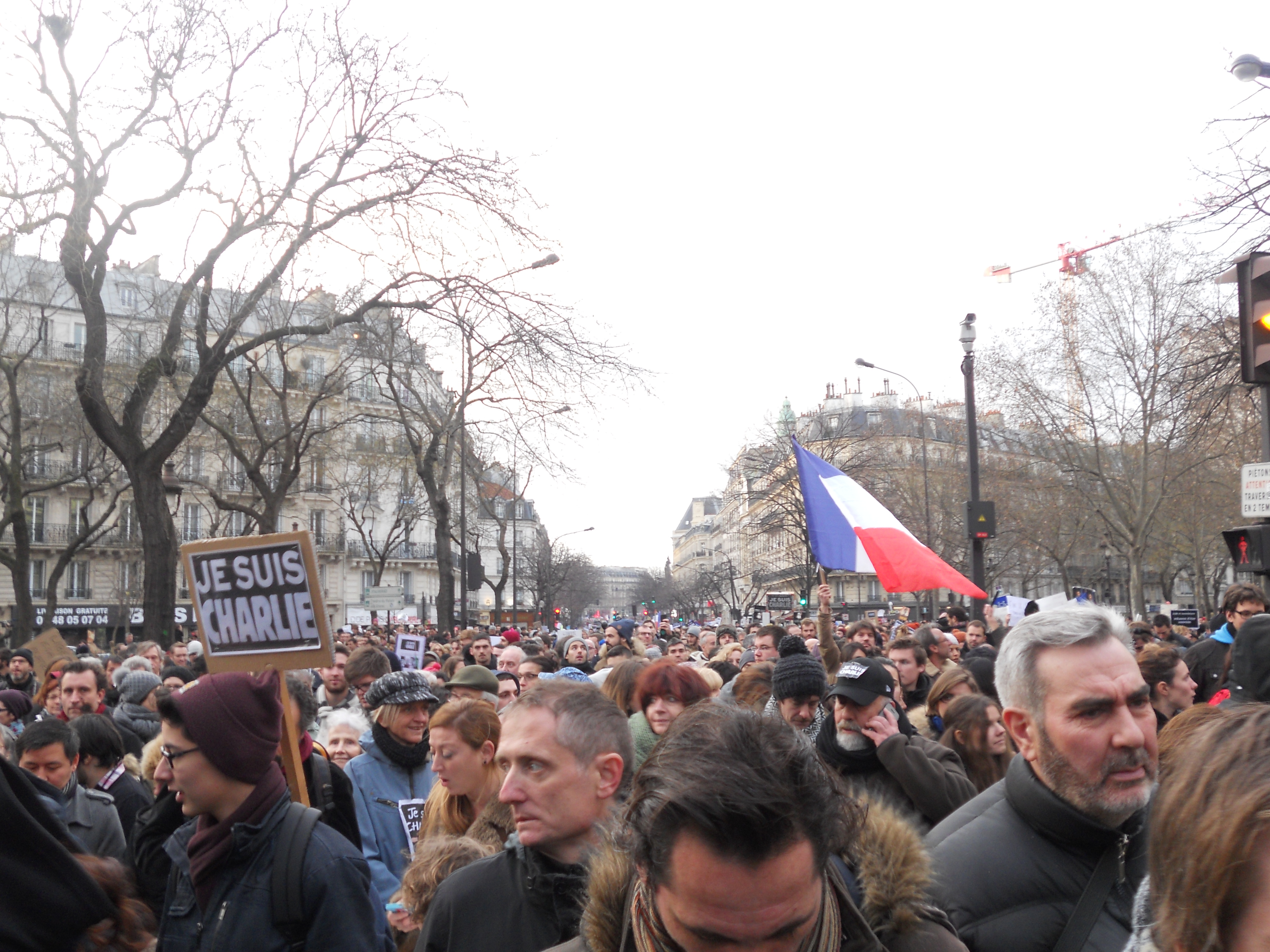
المسيرة في باريس

مسيرة الجمهورية (بالفرنسية: Marche Républicaine)‏ هي سلسلة من المسيرات جرت في مدن فرنسا يومي 10 و11 يناير 2015 للتنديد بالهجوم على صحيفة شارلي إبدو وكذلك للتعبير على ضمان حرية الصحافة وحرية التعبير.

تعتبر هذه المسيرات الأكبر في تاريخ البلاد بمشاركة حوالي 000 700 شخص في 10 يناير وحوالي 000 000 4 شخص في 11 يناير منهم حوالي مليوني في باريس وحدها، وشارك في هذه الأخيرة حوالي 50 من قادة العالم إلى جانب الرئيس فرانسوا أولاند أين قاموا بمسيرة مع بقية المشاركين.

ضمت هذه المسيرات مختلف حساسيات المجتمع الفرنسي ومن جميع توجهاته، وكذلك تم القيام بالعديد من المسيرات في دول العالم.

## صور

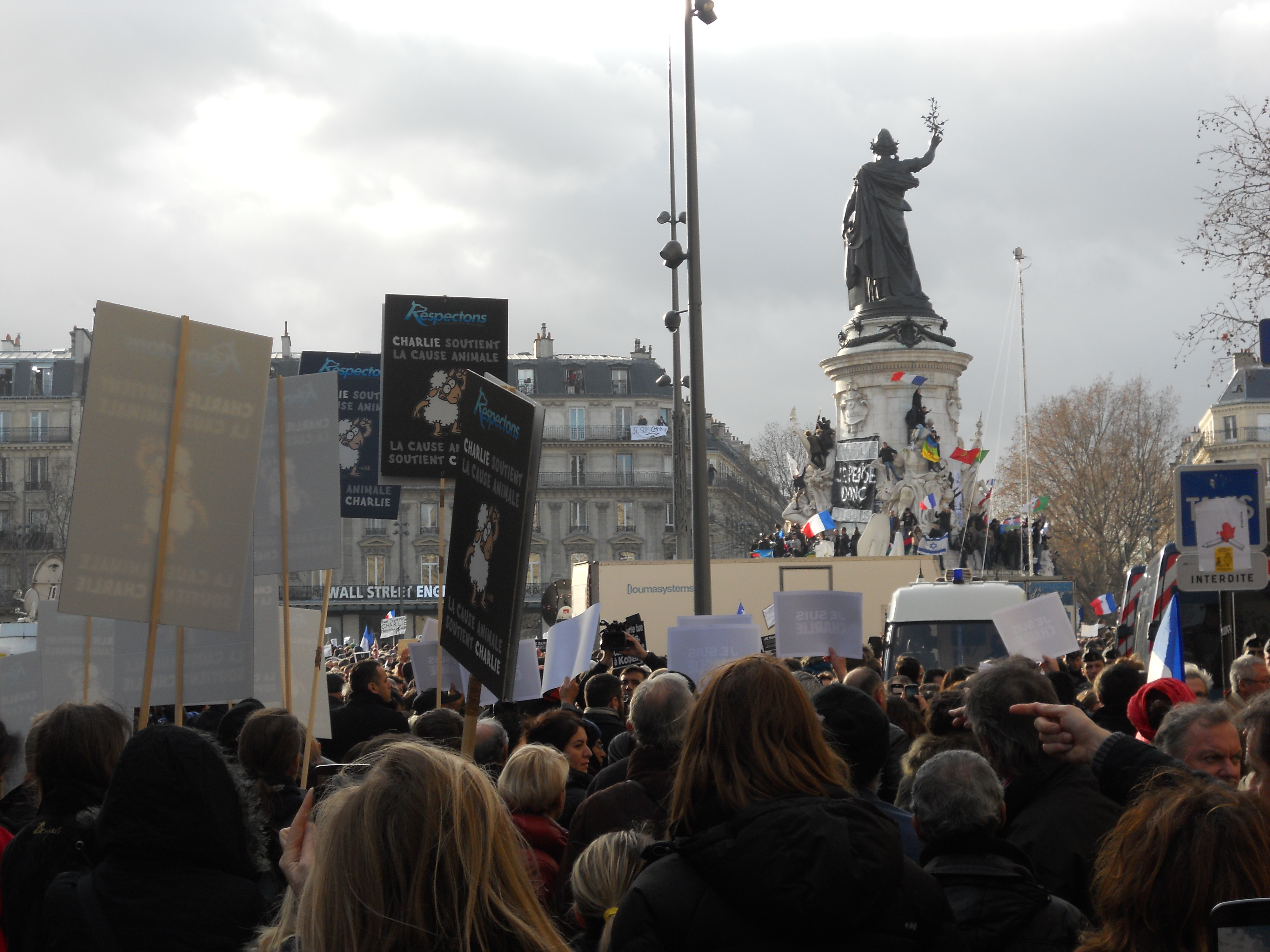
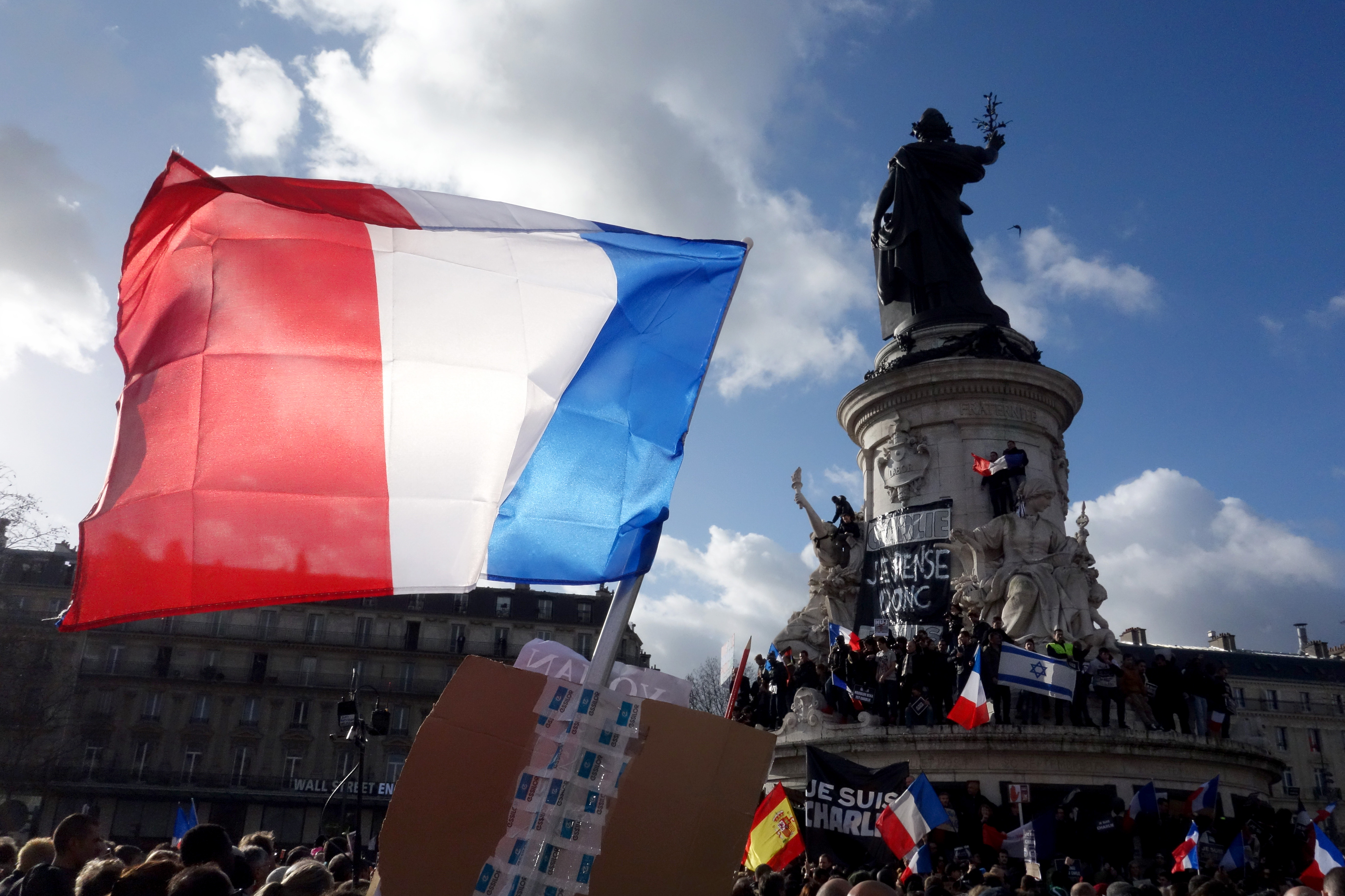
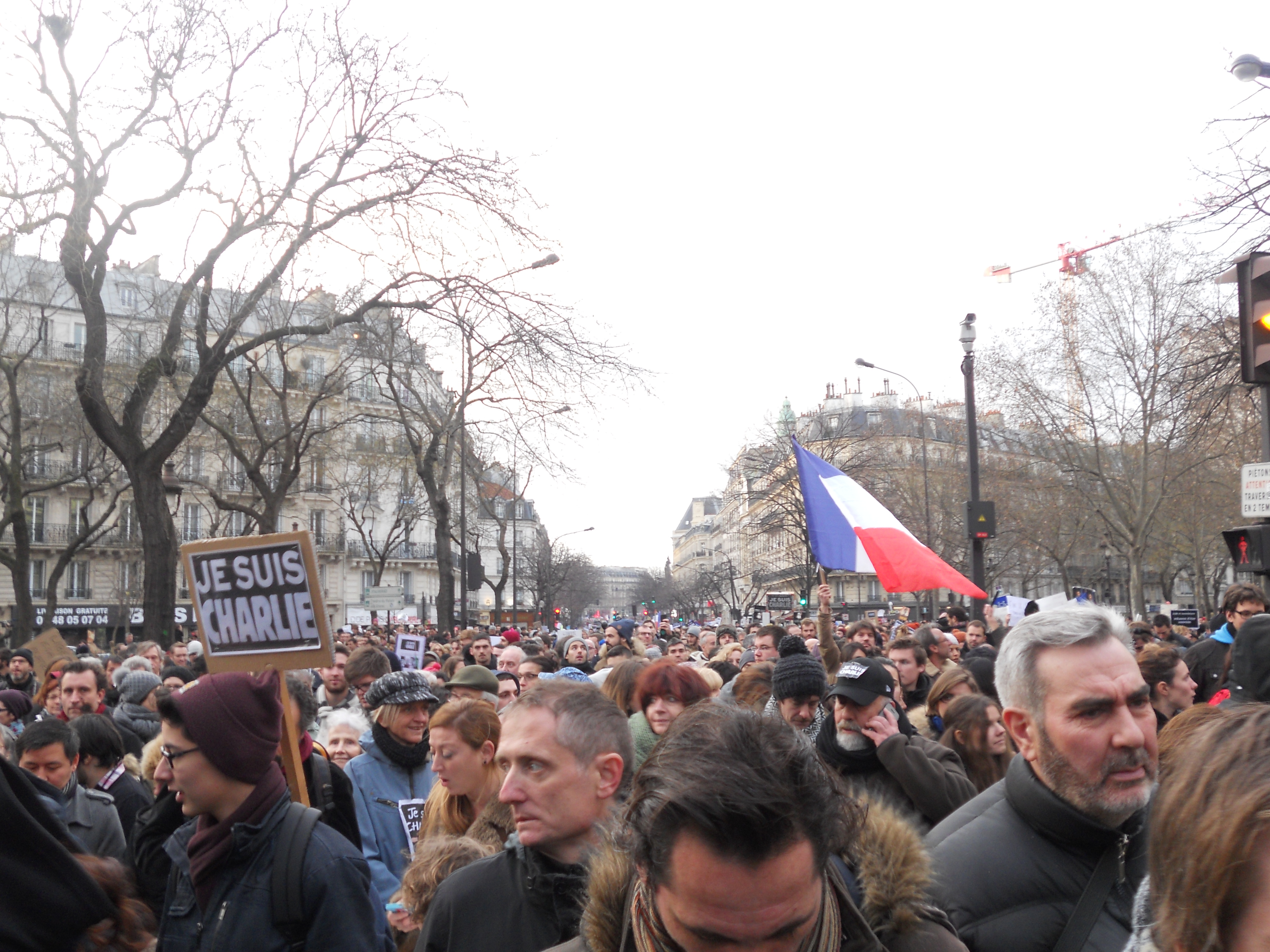
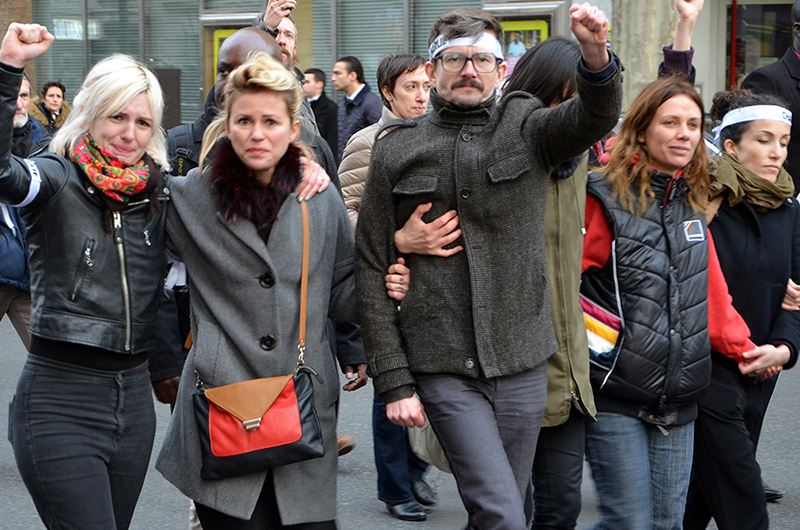
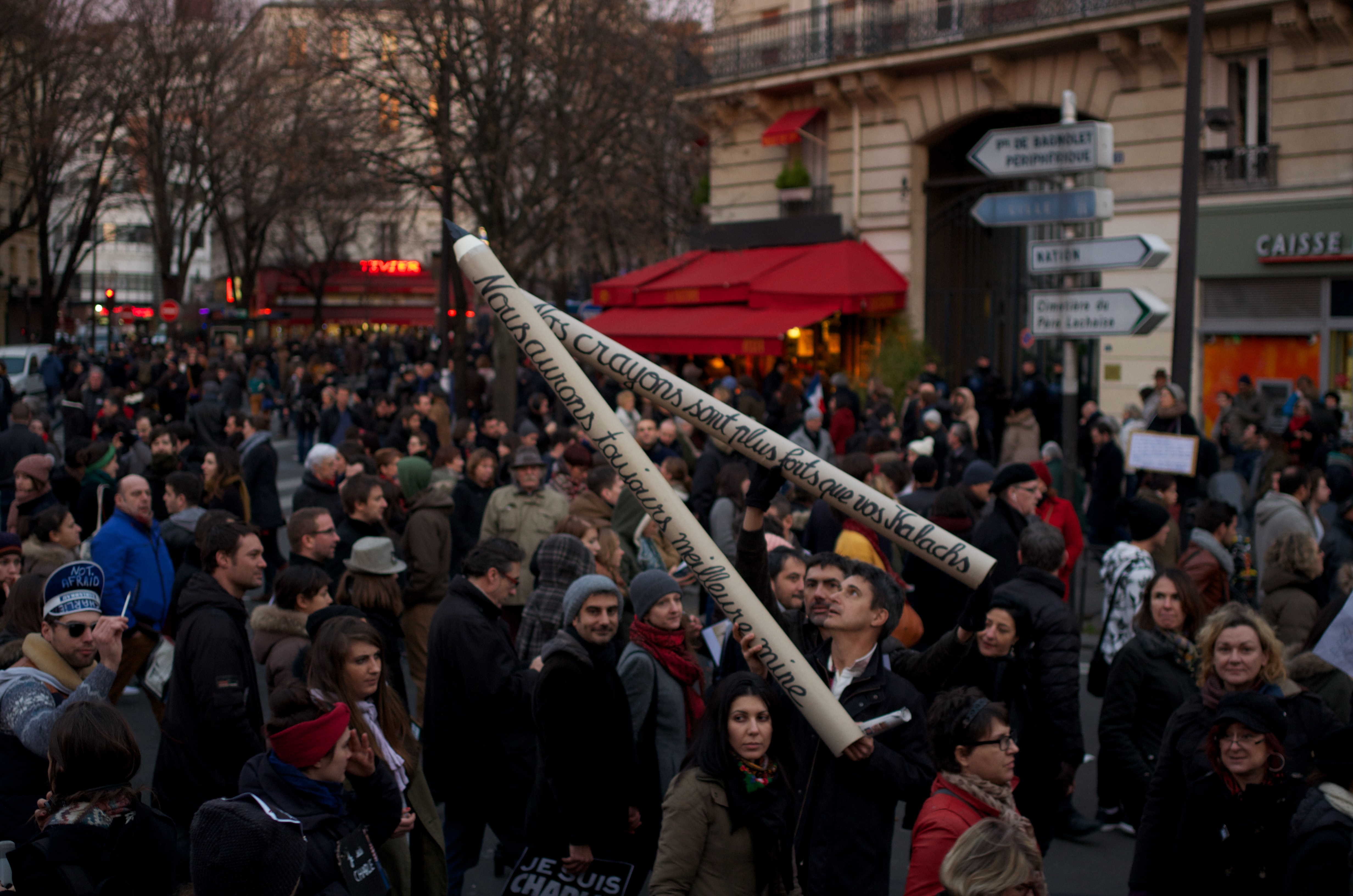
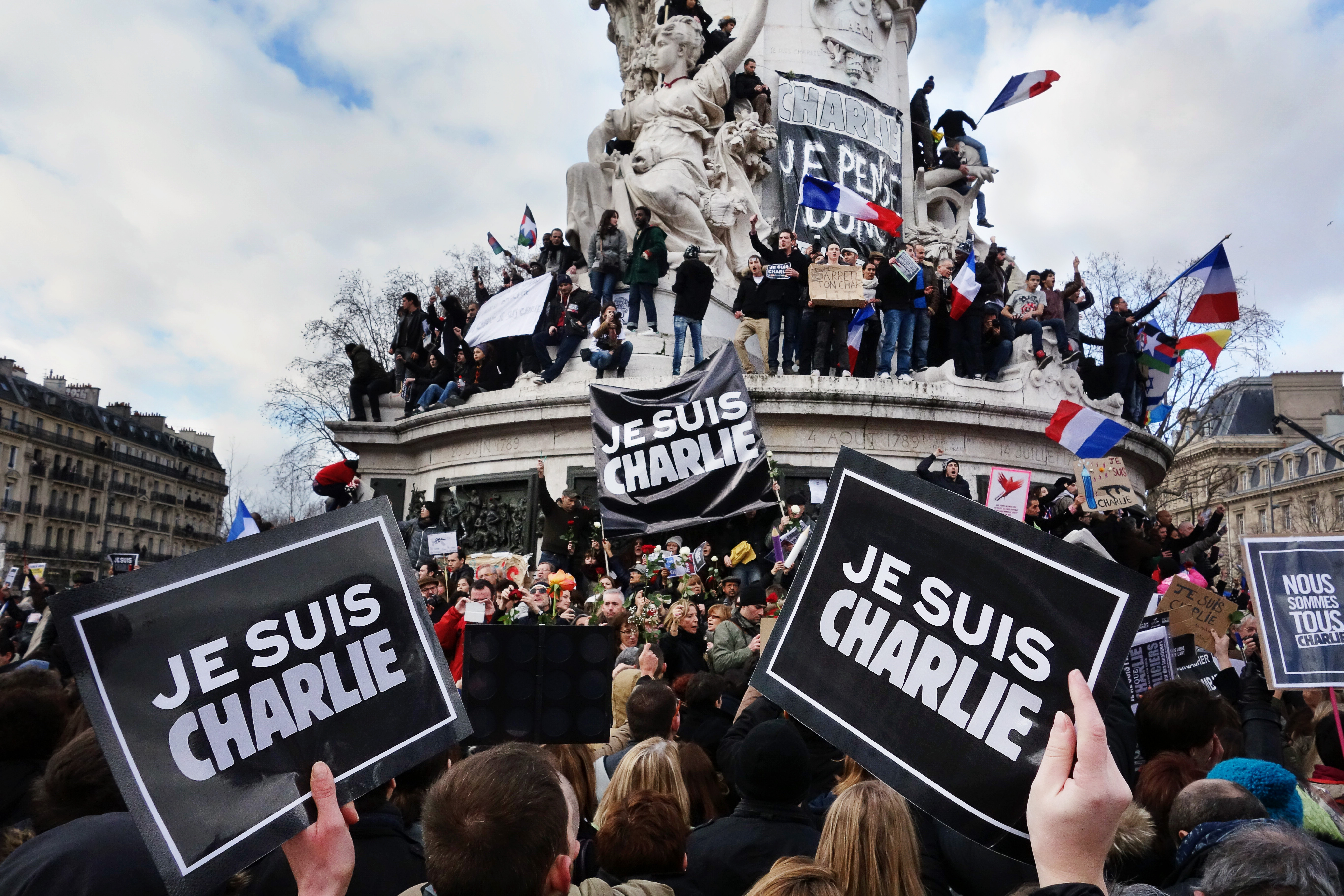
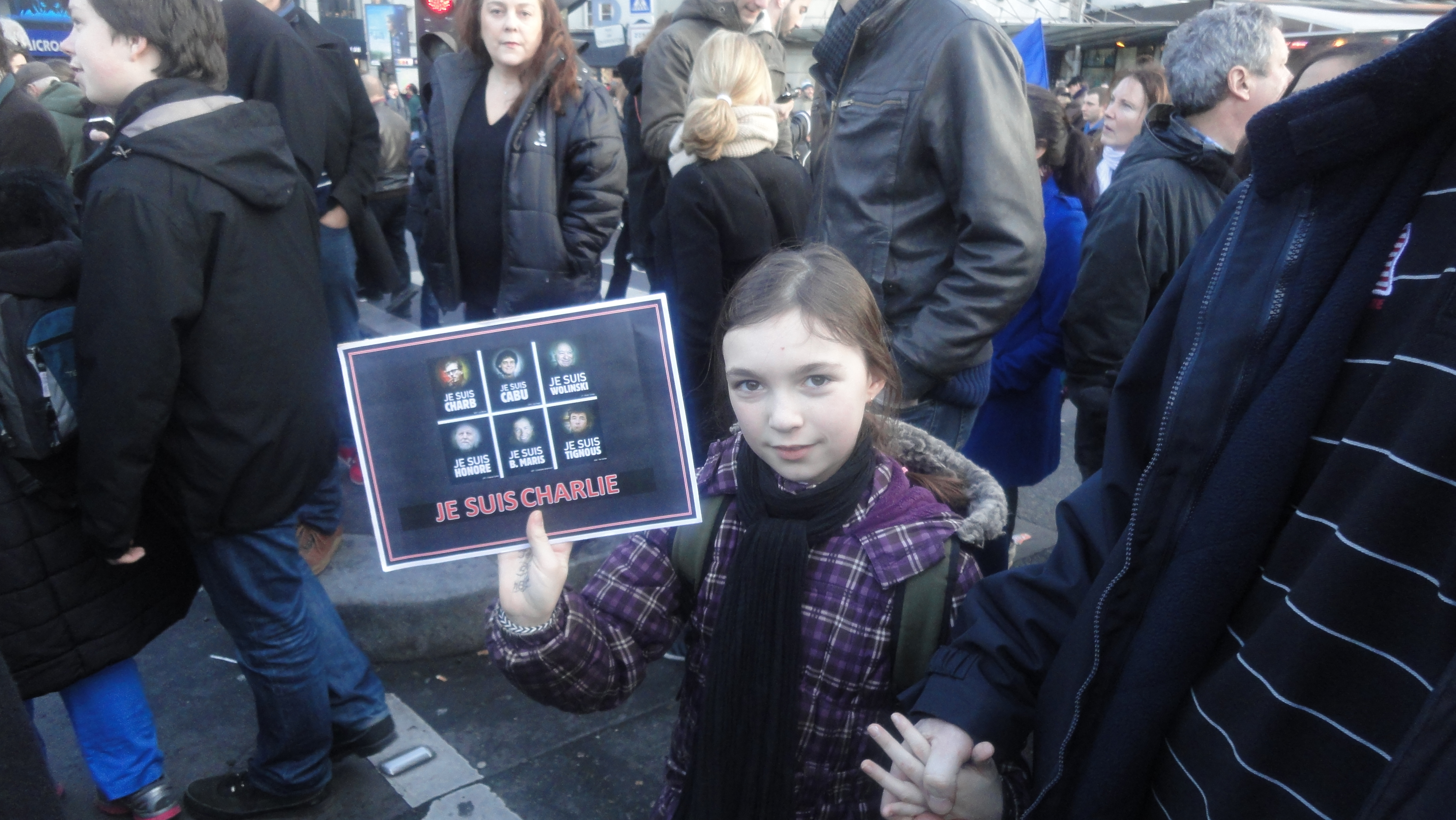
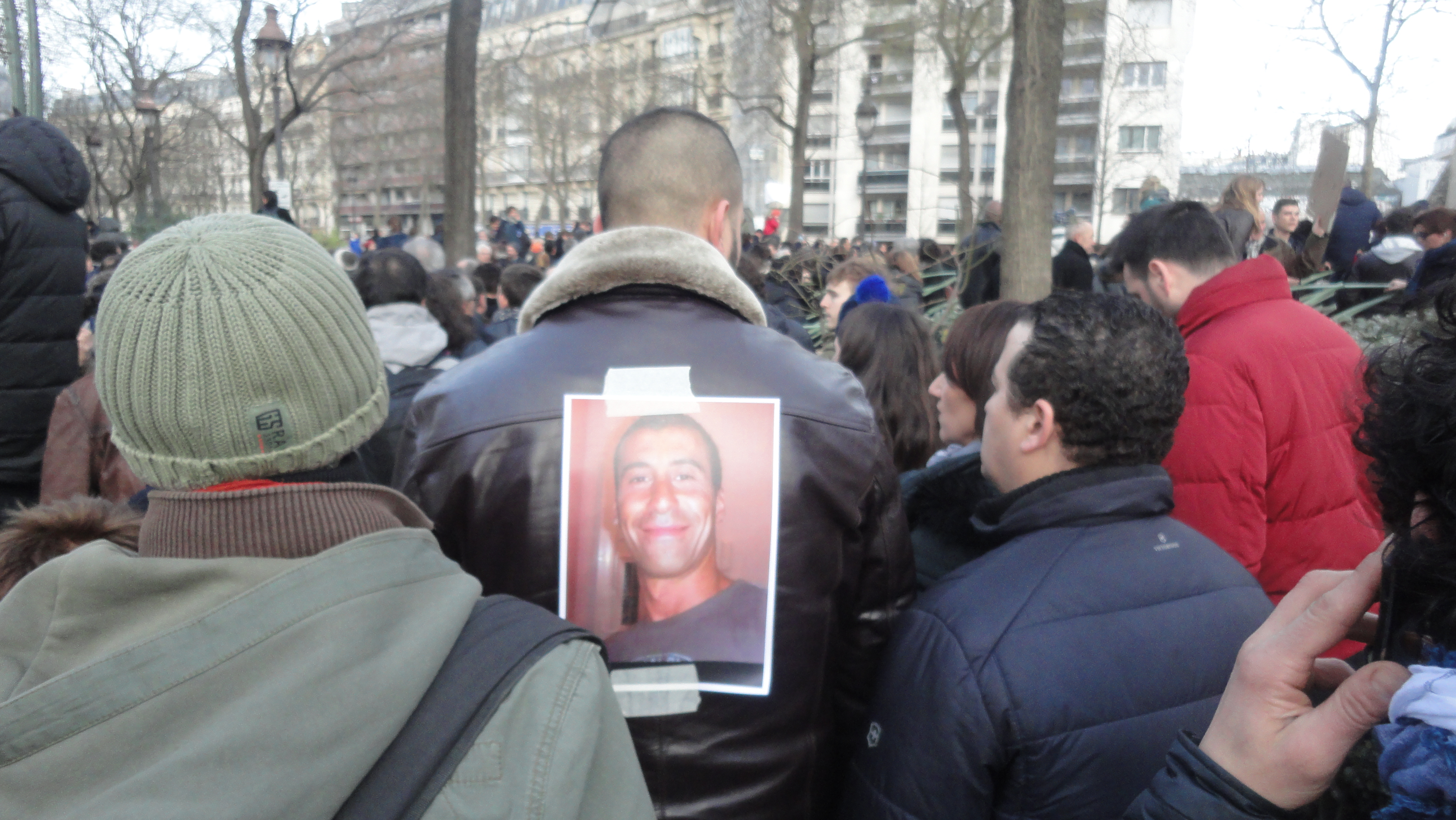
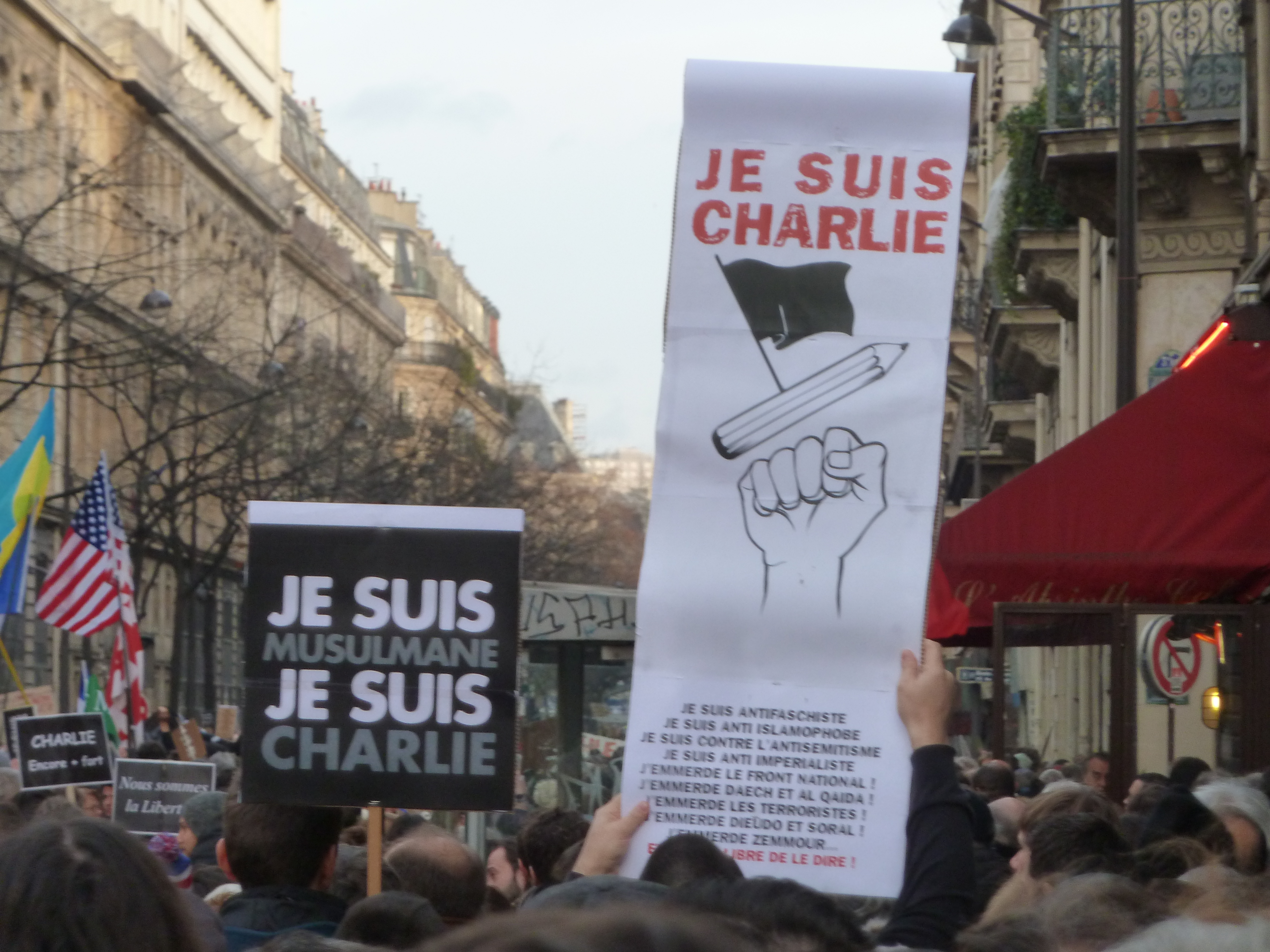
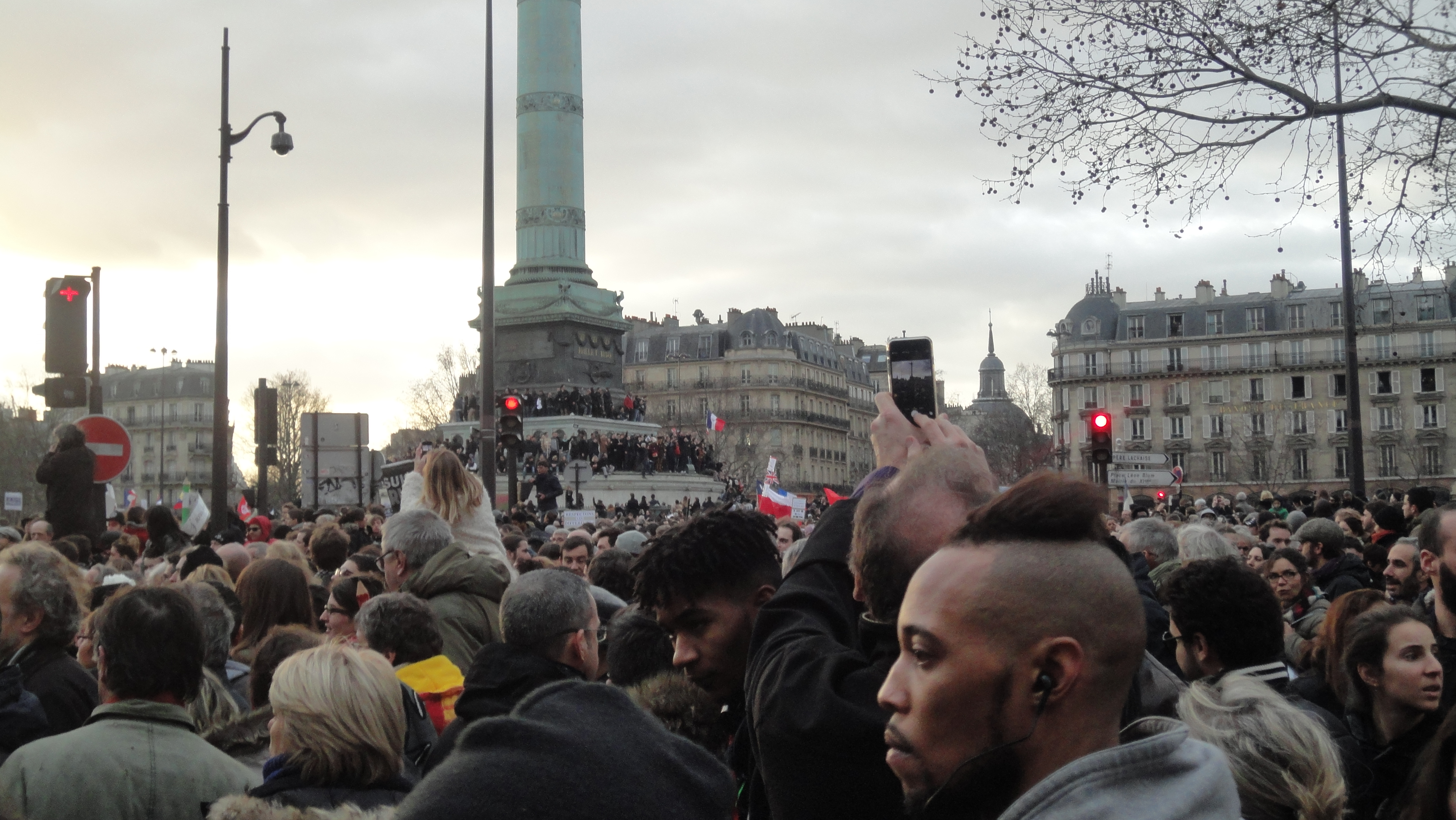
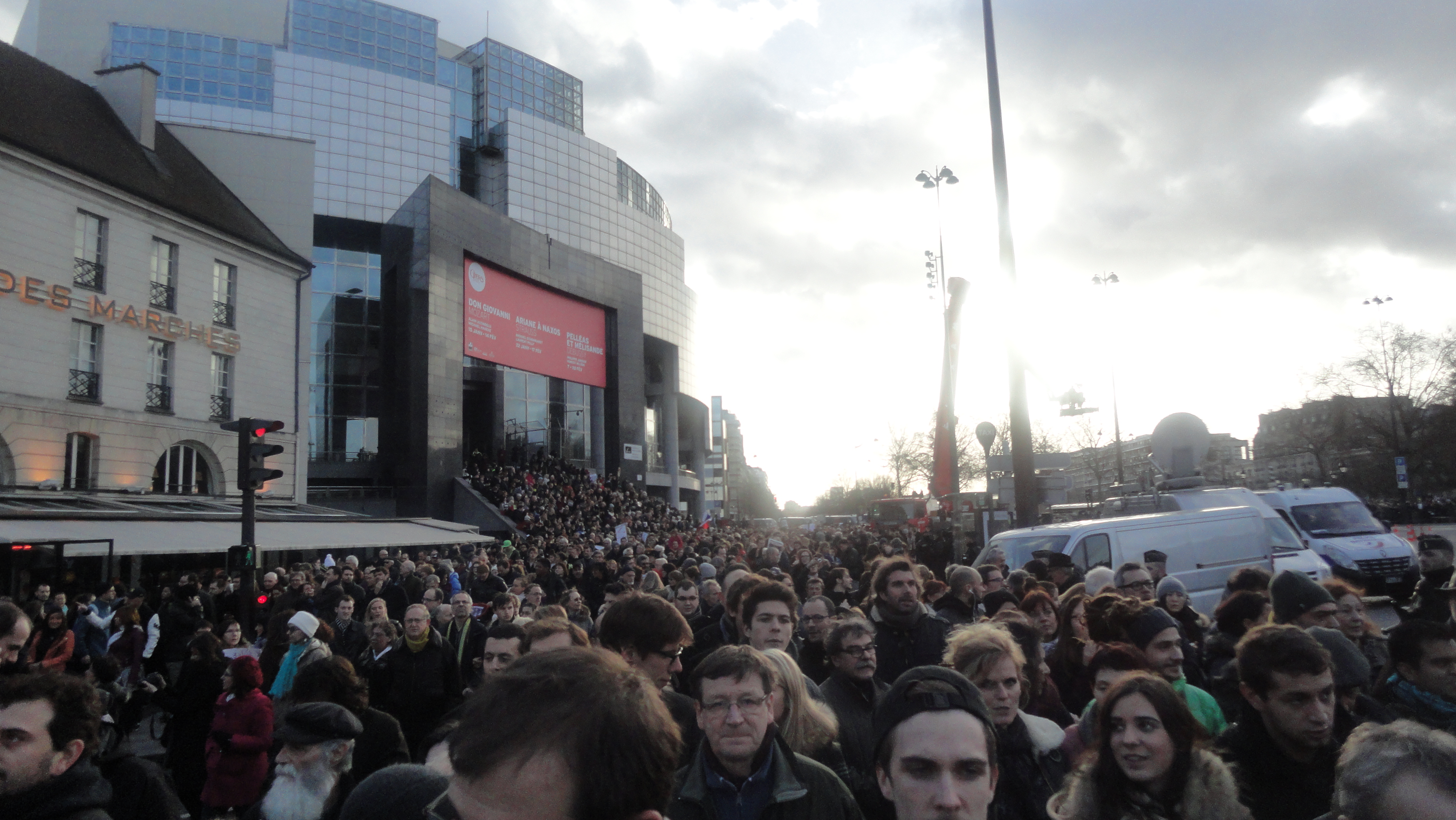
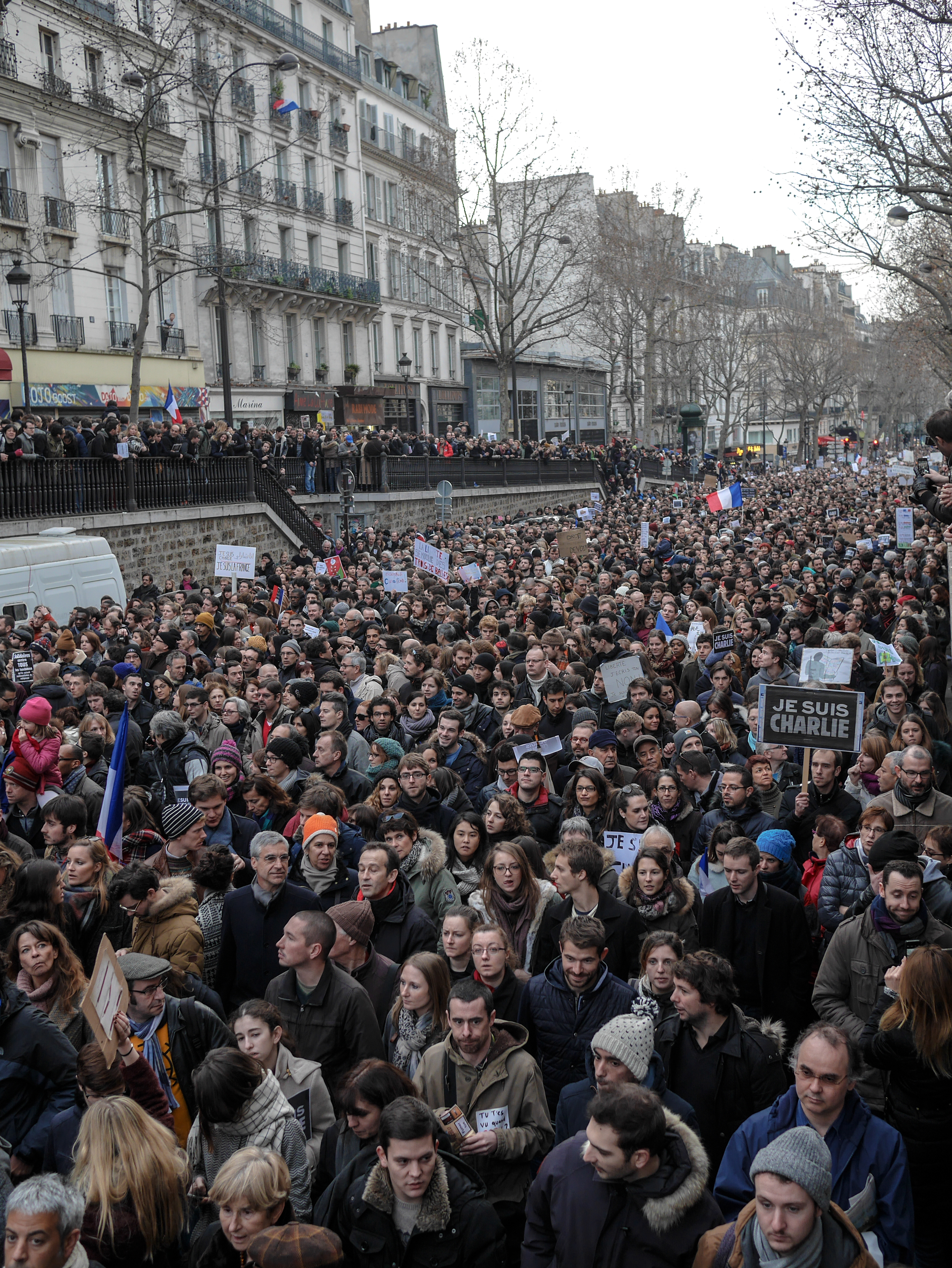
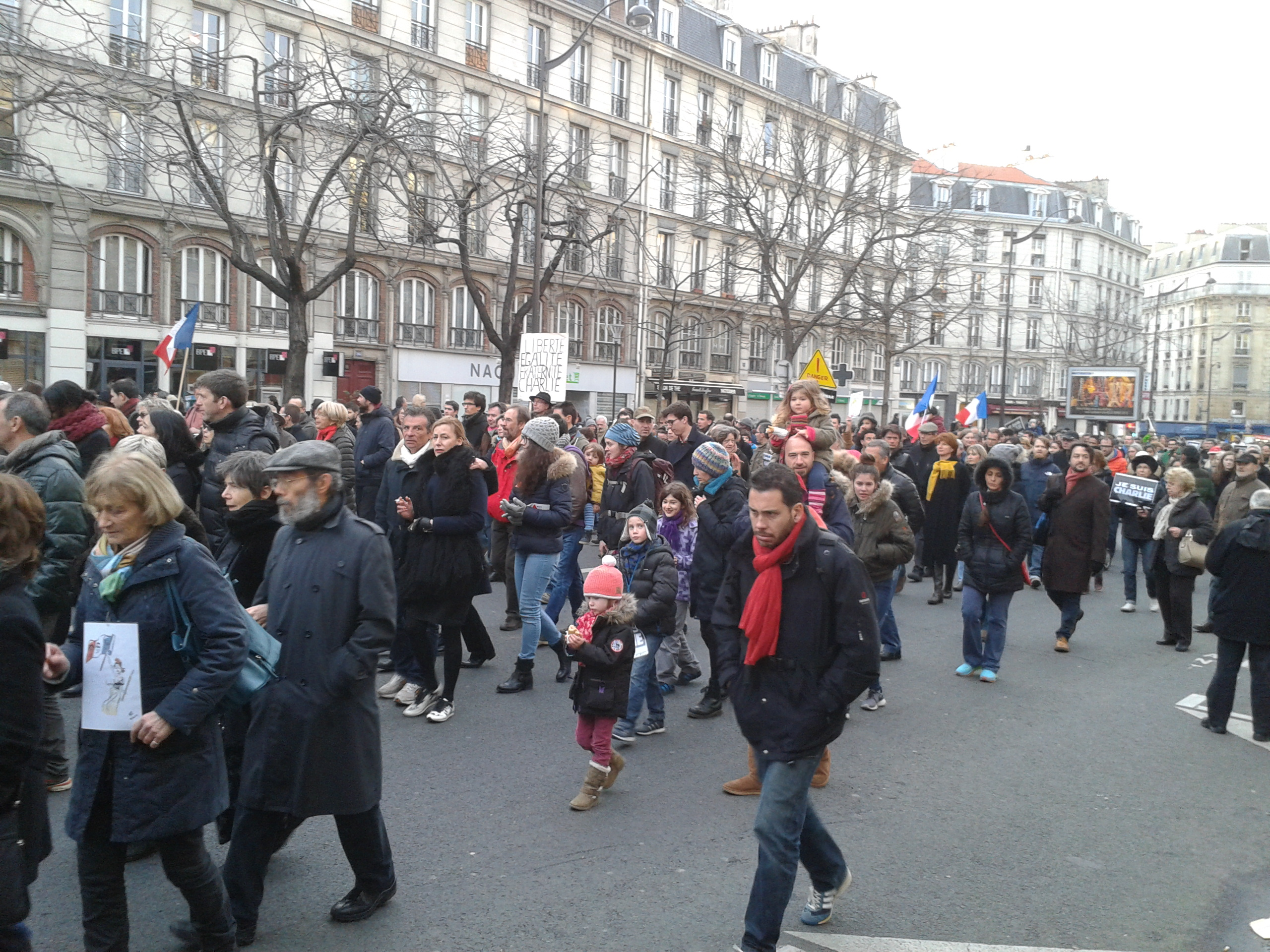
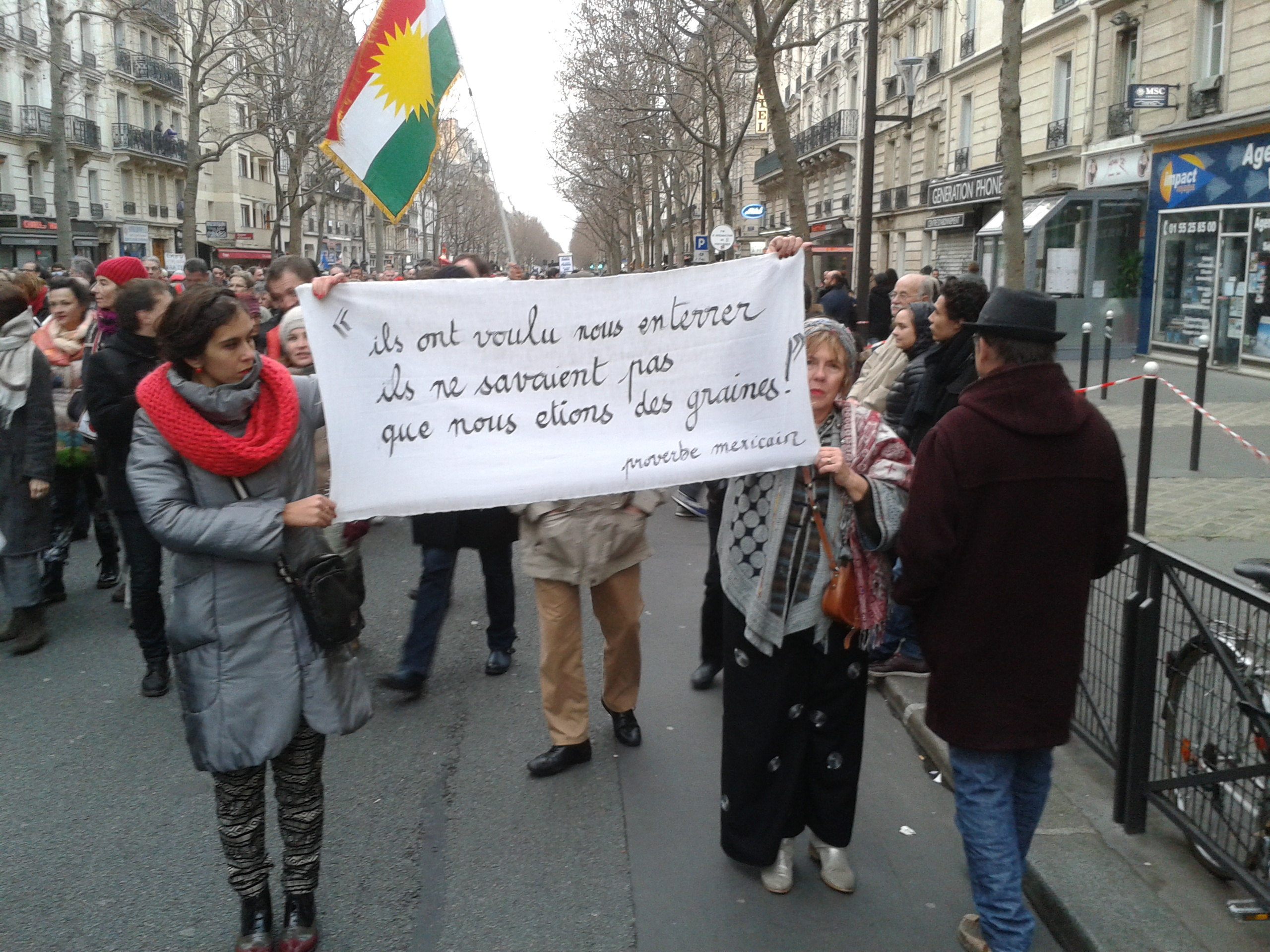
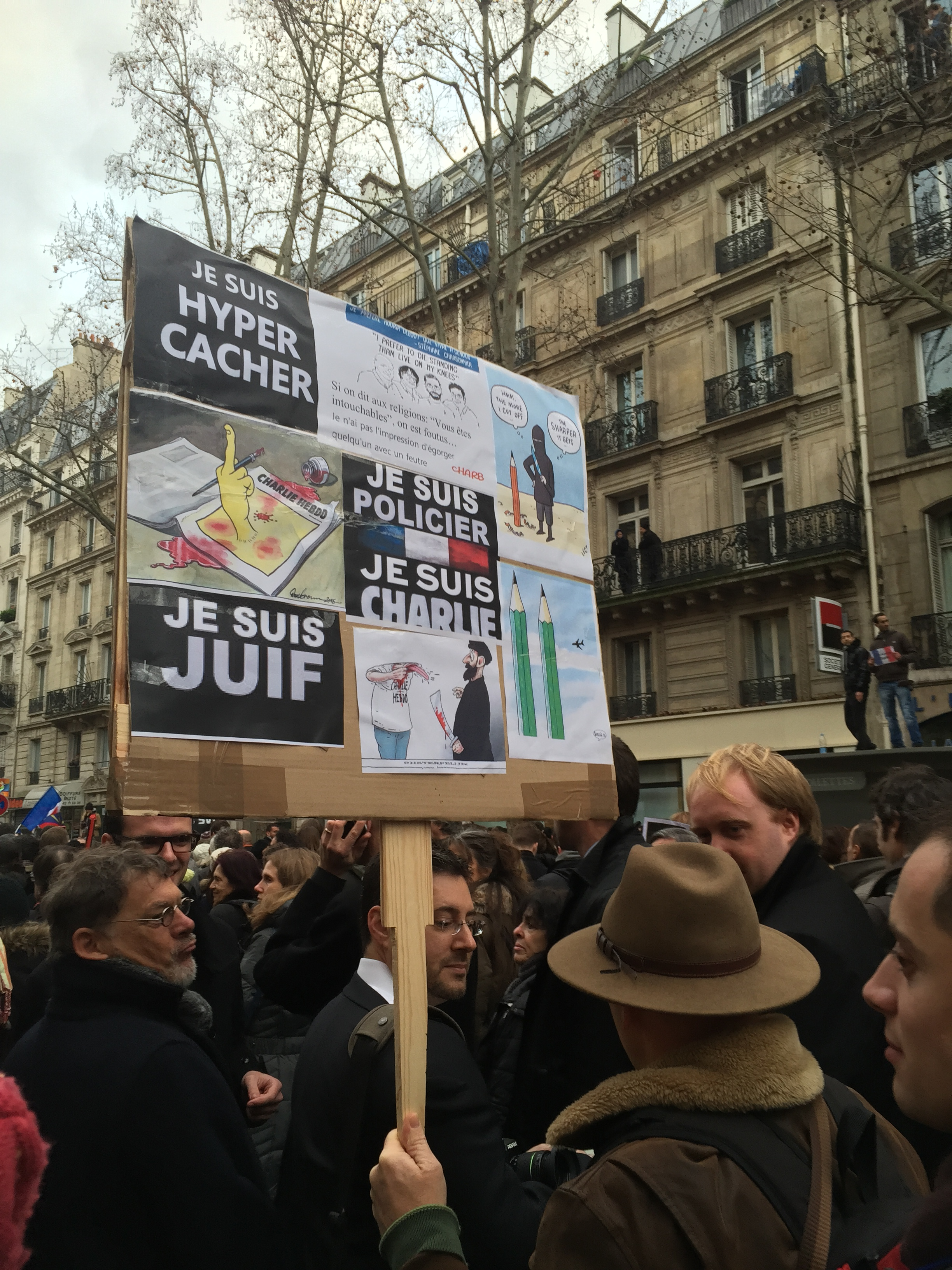
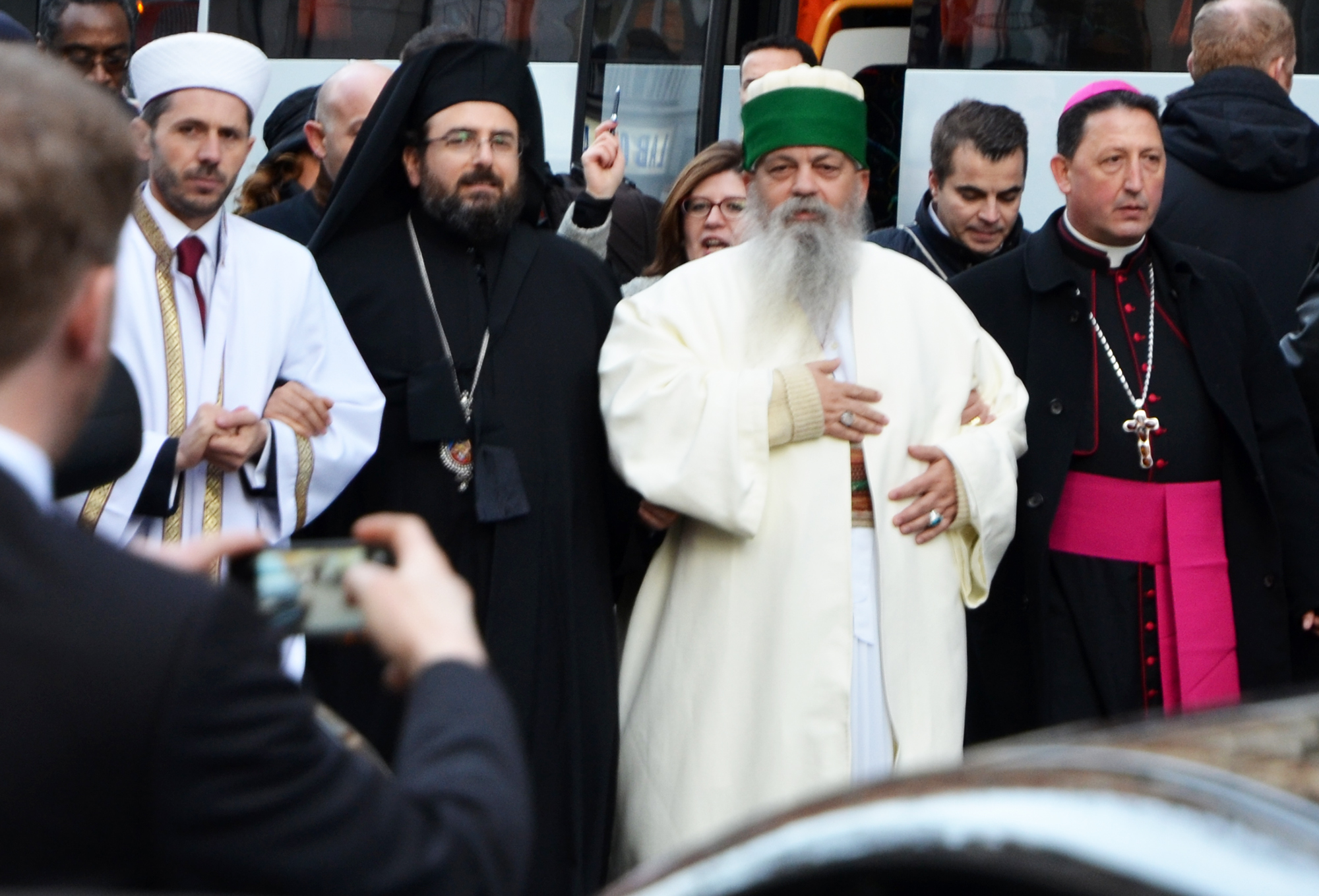
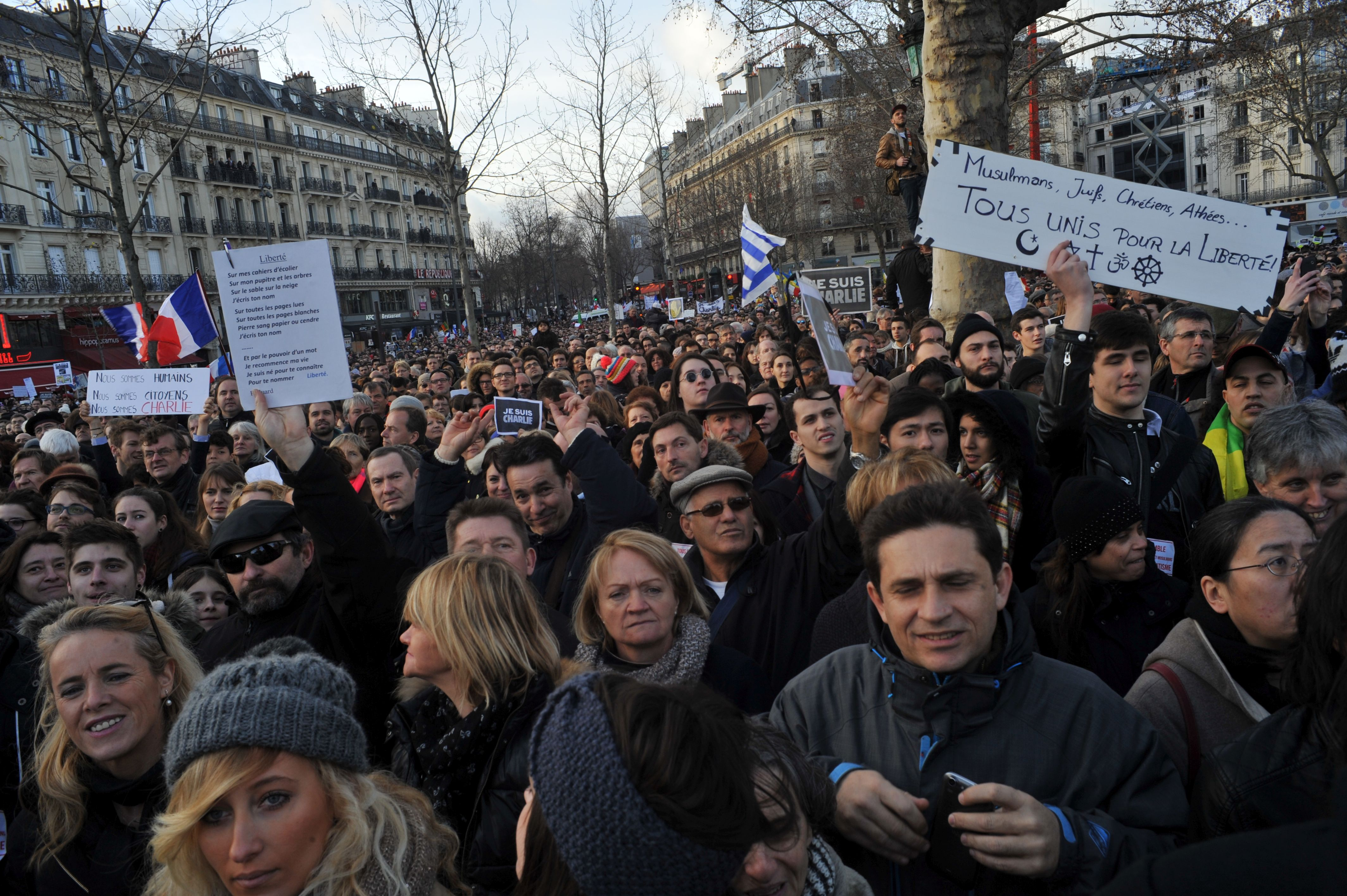
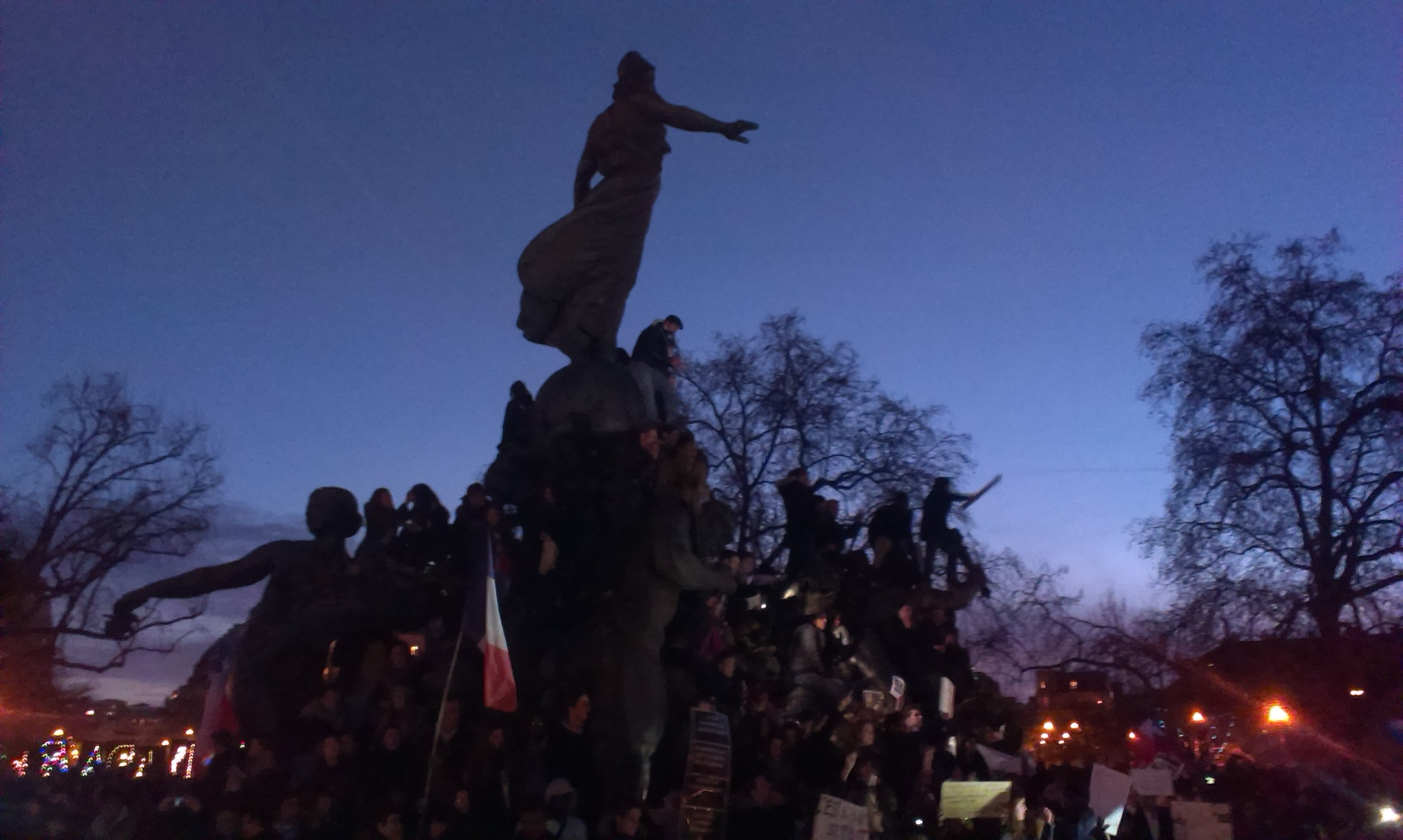

## الأماكن الرئيسية

### 10 يناير

#### فرنسا
| - ليون: 000 300 - تولوز: 000 150 - نانت: 000 100 - مارسيليا: 000 45 | - ليل: 000 40 - نيس: 000 30 - ليموج: 000 30 - بو: 000 30 | - أورليان: 000 22 - أجان: 000 13 - لو هافر: 000 10 - فيشي: 000 6 |

#### دوليا
- أمستردام: 000 18 (8 يناير)
- نيويورك: 000 2
- سان فرانسيسكو: 500

### 11 يناير

#### فرنسا
| - باريس: 000 000 2 - ليون: 000 330 - بوردو: 000 140 - رين: 000 115 - غرونوبل: 000 110 - مونبلييه: 000 100 - سانت إتيان: 000 70 - كليرمون فيران: 000 70 - مارسيليا: 000 65 - بريست: 000 65 - نانسي: 000 50 - ستراسبورغ: 000 45 - تولون: 000 45 - أنجيه: 000 45 | - ميتز: 000 45 - بيربينيا: 000 40 - تور: 000 35 - ديجون: 000 35 - كاين: 000 33 - لوريان: 000 30 - نيم: 000 30 - سانت بريوك: 000 30 - رانس: 000 25 - شيربورج: 000 25 - ميلوز: 000 25 - كامبار: 000 25 - آكس آن بروفانس: 000 22 - أنغوليم: 000 20 | - شامبيري: 000 20 - أفينيون: 000 20 - تروا: 000 20 - روداز: 000 17 - ألبي: 000 16 - ألونسون: 000 15 - باستيا: 000 15 - بورغ-أون-بريس: 000 15 - بلوا: 000 15 - قرقشونة: 000 15 - لا روشيل: 000 15 - لافال: 000 15 - ماكون: 000 15 - بيريجو: 000 15 | - بواتييه: 000 15 - تارب: 000 14 - بلفور: 000 13 - شارلفيل ميزيير: 000 12 - كونياك: 000 11 - أجاكسيو: 000 10 - كان: 000 10 - بيرجيراك: 000 10 - تول: 000 10 - كولمار: 000 10 - فيرني-فولتير: 000 10 - يبورن: 000 10 - دامارتان أون غويل: 000 10 - أربونة: 000 10 |

#### دوليا
| - مونتريال: 25,000 - إقليم بروكسل العاصمة: 20,000 - برلين: 18,000 - فيينا: 12,000 - دبلن: 4,000 - ميونخ: 3,000 - ستوكهولم: 3,000 - واشنطن العاصمة: 3,000 - مدينة كيبك: 2,000 - لندن: 2,000 - لوكسمبورغ: 2,000 - سان فرانسيسكو: 2,000 - لوزان: 2,000 - بون: 1,500 - كارديف: 1,000 - فانكوفر: 1,000 | - سالونيك: 500 - سيدني: 500–1,000 - تورونتو: 500–1,000 - مدريد: 500–1,000 - بوسطن: 500 - أوسلو: 500 - القدس: 500 - جنيف: 500 - أثينا: 500 - أوتاوا: 500 - كلوج نابوكا: 500 - بوجومبورا: 300 - فانكوفر - بولونيا (إميليا رومانيا) - ميلانو - إدنبرة | - فلين - كامبريدج - دوسلدورف - سول - مدينة هو تشي منه - البندقية - بيروت - لشبونة - روما - بيزا - طوكيو - تونس (مدينة) - كيب تاون - لارنكا - وارسو - غوتنبرغ | - هلسنكي - موسكو - غوادالاخارا - ريو دي جانيرو - ساو باولو - بوينس آيرس - تل أبيب - غزة - رام الله - فاليتا - نيويورك (مدينة) - كييف - خاركيف - إسطنبول - أنقرة - إزمير |

## المشاركين البارزون

### فرنسا (مسيرة باريس الكبرى)

#### سياسيين
العديد من الشخصيات السياسية الفرنسية شاركت في هذه المسيرة الجمهورية، الترتيب أسفله حسب النظام البروتوكولي:
| - فرانسوا أولاند: رئيس الجمهورية الفرنسية. - مانويل فالس: رئيس الوزراء. - جيرارد لارشيه: رئيس مجلس الشيوخ. - كلود بارتولون: رئيس الجمعية الوطنية. - نيكولا ساركوزي: رئيس الجمهورية الفرنسية السابق. - سيغولين رويال، كريستيان توبيرا، ميشال سابان، برنار كازنوف، فلور بيلران، هارلام ديزير: أعضاء في الحكومة. - جان مارك أيرولت، إدوارد بالادور، إديت كريسون، دومينيك دو فيلبان، فرنسوا فيون، ميشال روكار، ليونيل جوسبان، ألان جوبيه، جان بيار رافاران: رؤساء وزراء سابقين. | - جان لوي دوبري: رئيس المجلس الدستوري. - جان مارك سوفيه: نائب رئيس مجلس الدولة. - جان بول دولوفوا: رئيس المجلس الاقتصادي والاجتماعي والبيئي. - جاك توبون: مدافع عن الحقوق. - آن هيدالغو: عمدة باريس. - برتران دولانوي: عمدة باريس السابق. - جان بول إوشون: رئيس منطقة إيل دو فرانس. - باتريك كرم: رئيس المجلس الممثل لفرنسيي ما وراء البحار. |

#### أحزاب
تم تمثيل الأحزاب السياسية:
| - إنهضوا الجمهورية: نيكولا دوبون أينيون. - أوروبا الايكولوجية الخضر: إمانويال كوس، باربارا بومبيلي، فرانسوا دو روغي، جان فانسون بلاسيه، سيسيل دوفلو. - الحركة الديمقراطية: فرنسوا بايرو، ناتالي غريسباك، روبار روشفور، ماريال دو سارناز، يان وارلينغ. - الحزب الشيوعي الفرنسي: بيار لورون. - حزب اليسار: جان لوك مولونشون. | - الحزب الاشتراكي: جان كريستوف كومباديليس، برونو لو رو، ديدييه غويوم، أوريليه فيليبيتي. - اتحاد الديمقراطيين والمستقلين: جان كريستوف لاغارد، جان لوي بورلو، إيف جيغو، شانتال جوانو، لورون إنار، إرفي موران، راما ياد، فيليب فيجييه. - الاتحاد من أجل حركة شعبية: نيكولا ساركوزي (ذكر من قبل)، ناتالي كوسيسكو موريزيه، فيليب غوجون، كريستيان جاكوب، بنوا أبارو، فرانسوا باروان، كزافييه برتران، جان فرنسوا كوبيه، باتريك ديفيدجيان، بريس هورتفو، روجيه كاروتشي، برونو لو مار، نادين مورانو، فاليري بكراس، لورون فوكياز. |

مارين لوبان رئيسة الجبهة الوطنية تظهارت في بوكار (جنوب).

#### رجال دين
- الديانة الكاثوليكية:
  - باسكال دولانوا ممثل مؤتمر أساقفة فرنسا.
  - ستانيسلاس لالان أسقف بونتواز في شمال باريس (فال دواز).
- الديانة اليهودية:
  - روجر كوكيرمان رئيس المجلس الممثل للهيئات اليهودية في فرنسا.
  - موشيه لوين المدير التنفيذي لمؤتمر الحاخامات الأوروبي.
  - جوال مرقي رئيس المجلس الكنسي اليهودي المركزي لفرنسا.
- الديانة الإسلامية:
  - دليل بوبكر رئيس المجلس الفرنسي للديانة الإسلامية وعميد مسجد باريس الكبير.
  - حسن الشلغومي رئيس الجمعية الثقافية لمسلمي درانسي وإمام مسجدها.
  - محمد موسوي رئيس اتحاد مساجد فرنسا.

#### مثقفين
| - بيار أرديتي: ممثل - فريديريك بال: ممثلة - الطاهر بن جلون: كاتب - باتريك برويال: مغني وممثل - سورج شالوندون: روائي - باسكال دومولون: ممثل - ميشال دراكار: مقدم برامج | - مارك هالتر: كاتب - جاك لانغ: رئيس معهد العالم العربي - أن صوفي لابيكس: مقدمة برامج وصحفية - ميشال لوغران: موسيقي - بيار لوماتر: روائي - بيار لوكور: رئيس مهرجان كان السينمائي |

#### نقابات
ممثلي نقابات العمال الاتحاد الديمقراطي الفرنسي للعمل لورون بارجيه والاتحاد العام للعمل جان كلود مايي، وكذلك حركة شركات فرنسا بيار غاتاز وسابقته لورونس باريسو شاركوا أيضا في المسيرة الجمهورية في باريس.

#### منظمات أخرى
اتحاد الكشافة الفرنسية واتحادات كشافية فرنسية أخرى شاركت في المسيرة.

### رؤساء الجمهورية ورؤساء الحكومات الأجانب والشخصيات الرسمية

#### أوروبا
| - ألمانيا: أنغيلا ميركل (المستشارة)، زيغمار غابريل (نائب المستشارة ووزير الاقتصاد)، توماس دو مازيار (وزير الداخلية)، فرانكءفالتر شتاينماير (وزير الخارجية). - ألبانيا: إيدي راما (رئيس الوزراء)، ديتمير بوشاتي (وزير الخارجية)، إريون فلياج (وزير الشباب والعافية الشعبية)، إدموند براهيماج (الزعيم الروحي للبكداشية في العالم أجمع)، بوجار سباهيو (نائب رئيس الجالية المسلمة الألبانية)، أوتافيو فيتال (أسقف الأبرشية الكاثوليكية لمدينة ليجيه)، أندوني مرداني (أسقف مدينة كروجيه، الكنيسة الألبانية الأرثوذكسية). - النمسا: دوريس بوراس (رئيسة المجلس الوطني)، سيباستيان كورتس (وزير الخارجية)، يوهانا ميكل لايتنر (وزير الداخلية). - بيلاروس: بافال لاتوشكا (السفير فوق العادة ومفوض جمهورية بيلاروسيا). - بلجيكا: شارل ميشيل (رئيس الوزراء)، جان جامبون (نائب رئيس الوزراء ووزير الداخلية). - البوسنة والهرسك: زلاتكو لاغومجيا (نائب رئيس الوزراء ووزير الخارجية). - بلغاريا: بويكو بوريسوف (رئيس الوزراء). - كرواتيا: زوران ميلانوفيتش (رئيس الوزراء). - الدنمارك: هيلي تورنينج-شميت (رئيسة الوزراء)، ميت فريدريكسن (وزيرة العدل). - إسبانيا: ماريانو راخوي (رئيس الوزراء)، كزافييه ترياس (عمدة برشلونة). - فنلندا: ألكسندر ستوب (رئيس الوزراء). - جورجيا: إيراكلي غاريباشفيلي (رئيس الوزراء). | - اليونان: أنتونيس ساماراس (رئيس الوزراء). - المجر: فيكتور أوربان (رئيس الوزراء)، فيرانك جيوركساني (رئيس الوزراء السابق). - أيرلندا: إندا كيني (رئيس الوزراء). - إيطاليا: ماتيو رينزي (رئيس الوزراء)، أنجيلينو ألفانو (وزير الداخلية)، باولو جنتيلوني (وزير الخارجية)، رومانو برودي وماريو مونتي (رؤساء سابقين للمجلس)، غويليانو بيسابيا (عمدة ميلانو)، بيارو فاسينو (عمدة تورينو)، داريو نارديلا (عمدة فلورنسا). - كوسوفو: عاطفة يحيى آغا (رئيسة الوزراء). - لاتفيا: لايمدوتا ستراويوما (رئيسة الوزراء). - لوكسمبورغ: كزافييه بيتال (رئيس الوزراء). - مالطا: جوزيف موسكات (رئيس الوزراء). - موناكو: ميشال روجيه (وزير دولة). - الجبل الأسود: إيغور وكسيك (نائب رئيس الوزراء). - النرويج: إرنا سولبرغ (رئيسة الوزراء). - هولندا: مارك روته (رئيس الوزراء)، إيفو أوبستيلن (وزير الأمن والعدل). | - بولندا: إوا كوباتش (رئيسة الوزراء). - البرتغال: بدرو باسوس كويلهو (رئيس الوزراء). - رومانيا: كلاوس يوهانس (رئيس الوزراء). - المملكة المتحدة: ديفيد كاميرون (رئيس الوزراء). - روسيا: سيرغي لافروف (وزير الخارجية). - صربيا: ايفيكا تاديتش (النائب الأول لرئيس الوزراء)، ماجا كوجكوفيتش (رئيسة المجلس الوطني). - سلوفاكيا: روبرت فيتسو (رئيس الوزراء). - سلوفينيا: ميرو سيرار (رئيس الوزراء). - السويد: ستيفان لوفن (رئيس الوزراء). - سويسرا: سيمونيتا سوماروغا (رئيسة الاتحاد السويسري). - جمهورية التشيك: بوهيسلاف سوبوتكا (رئيس الوزراء). - أوكرانيا: بترو بوروشنكو (رئيس الجمهورية). |

#### أفريقيا
| - الجزائر: رمطان لعمامرة (وزير الخارجية). - بنين: يايي بوني (رئيس الجمهورية). - جمهورية الكونغو: ديني ساسو نغيسو (رئيس الجمهورية). - الغابون: علي بونغو أونديمبا (رئيس الجمهورية). - مالي: إبراهيم أبو بكر كيتا (رئيس الجمهورية). - النيجر: محمد يوسفو (رئيس الجمهورية). | - السنغال: ماكي سال (رئيس الجمهورية). - تشاد: كالزوبيه بايمي دوبيه (رئيس الوزراء). - توغو: فور غناسينغبي (رئيس الجمهورية). - تونس: مهدي جمعة (رئيس الوزراء). - المغرب: صلاح الدين مزوار (وزير الخارجية)، قبل في الأول ثم ألغى حضوره بسبب رفع بعض المتظاهرين رسوم مسيئة للرسول محمد (عليه الصلاة والسلام). |

#### أمريكا
- كندا: ستيفن بلاني (وزير الأمن العام).
- الولايات المتحدة: إريك هولدر (وزير العدل)، حضر في الأول لكن تم تعويضه بالسفيرة جاين هارتلي في المسيرة.

#### آسيا
- الإمارات العربية المتحدة: عبد الله بن زايد آل نهيان (وزير الخارجية).
- إسرائيل: بنيامين نتانياهو (رئيس الوزراء)، أفيجدور ليبرمان (وزير الخارجية).
- الأردن: عبد الله الثاني بن الحسين (الملك) وزوجته رانيا العبد الله.
- لبنان: جبران باسيل (وزير الخارجية).
- فلسطين: محمود عباس (رئيس الجمهورية).
- قطر: محمد بن حمد آل ثاني (ابن الأمير السابق وأخ الأمير الحالي).
- تركيا: أحمد داوود أوغلو (رئيس الوزراء).

#### مؤسسات دولية
- توربيورن ياغلاند (الأمين العام لمجلس أوروبا)
- دونالد توسك (رئيس المجلس الأوروبي)، جان كلود يونكر (رئيس المفوضية الأوروبية)، مارتن شولتز (رئيس البرلمان الأوروبي)، فيديريكا موغيريني (الممثل السامي للاتحاد للشؤون الخارجية والسياسة الأمنية).
- ينس ستولتنبرغ (الأمين العام للناتو).
- ميكائيل جان (الأمينة العامة للمنظمة الدولية للفرنكوفونية).
- نبيل العربي (الأمين العام لجامعة الدول العربية).
- غاي رايدر (المدير العام لمنظمة العمل الدولية).

## مقالات ذات صلة
- الهجوم على صحيفة شارلي إبدو.